# Beke Farkas
Bekeházi Beke Farkas (Pécs, 1774. május 24. – Győr, 1838. június 13.) jogász, közgazdász, ügyvéd és akadémiai tanár.

## Élete
1800-ban a körmöcbányai gimnáziumban a költészet tanára, azután kassai királyi jogakadémiai tanár volt; az 1807–1808. tanévben Nagyváradon a politikai tudományokat tanította; innen ugyanazon minőségben a győri jogakadémiára ment át.

## Művei
Principia politiae commertii et rei aerariae. Posonii, 1807–1808. Két kötet. (2. kiadása Pozsony, 1823.) Ezen sok tekintetben érdemes munka Sonnenfels nemzetgazdasági munkájának átdolgozása s körülbelül 1840-ig volt iskolai kézikönyv nálunk.